# Хетагури, Александр
Александр Хетагури (груз. ალექსანდრე ხეთაგური; род. 5 августа 1976) — грузинский политик, занимавший в правительстве Грузии посты министра энергетики с 30 августа 2007 по 13 августа 2012 года и министра финансов с 13 августа по 25 октября 2012 года.

## Ранняя биография
Александр Хетагури родился в Тбилиси, столице Грузинской ССР, 5 августа 1976 года. С 1993 по 1997 года он учился в Грузинском техническом университете, получив степень бакалавра в области прикладной математики, компьютерных систем и сетей. Затем Хетагури продолжил своё образование в Тбилисском институте бизнеса и маркетинга, окончив его со степенью магистра в области бухгалтерского учёта и аудита. В 2000 году он проходил курсы в Гейнсвилле (штат Флорида, США), по управлению общественными объектами и стратегиями развития (в рамках программы Всемирного банка), а в 2001 году принимал участие в программе Международного учебного курса по финансам и бюджетному развитию (в рамках программы USAID/AED) в Портленде (штат Мэн, США). В 2000—2002 годах Хетагури вновь учился в Грузинском техническом университете, где получил вторую степень магистра с почётом (cum laude) по специальности «управление в сфере энергетики».

## Политическая карьера
В 1999—2002 годах Хетагури работал в экономическом отделе Национальной комиссии Грузии по энергетическому регулированию, где занимал должность главного специалиста. В 2002—2004 годах он был директором Департамента информационного менеджмента и методологии Национальной комиссии Грузии по энергетическому регулированию. В 2004 году Хетагури был назначен заместителем министра энергетики Грузии, а в 2005 году переведён на должность первого заместителя министра. В 2006—2007 годах он работал генеральным директором Грузинской нефтегазовой корпорации. 30 августа 2007 года Хетагури был назначен министром энергетики Грузии. Впоследствии он занимал пост министра финансов, с 13 августа по 25 октября 2012 года.
Хетагури свободно владеет английским и русским языками.